# Olympische Zwischenspiele 1906/Teilnehmer (Ägypten)
| Gelbes Symbol für Goldmedaillen mit stilisierten Olympischen Ringen | Graues Symbol für Silbermedaillen mit stilisierten Olympischen Ringen | Braundes Symbol für Bronzemedaillen mit stilisierten Olympischen Ringen |
| ------------------------------------------------------------------- | --------------------------------------------------------------------- | ----------------------------------------------------------------------- |
| —                                                                   | —                                                                     | —                                                                       |

Ägypten nahm an den Olympischen Zwischenspielen 1906 in Athen, Griechenland, mit nur 2 Sportlern teil. Dabei konnten keine Medaillen gewonnen werden.

## Teilnehmer nach Sportarten

### Leichtathletik
- Arthur Marson
5 Meilen (8047 m): k. A.
Marathon: DNF

### Radsport
- Eugenio Colombani
1000 m Zeitfahren: zweiter Vorlauf, vierter Platz
20 km Bahnfahren mit Schrittmacher: erster Vorlauf, zweiter Platz

### Ringen
- Eugenio Colombani
Leichtgewicht: Siebter